# Невилл, Джордж, 3-й барон Абергавенни
Джордж Невилл (англ. George Neville; приблизительно 1469 — 13/14 июня 1535) — английский аристократ, 3/5-й барон Абергавенни с 1492 года. Рыцарь Бани, кавалер ордена Подвязки, член Тайного совета. Участвовал в войнах с Францией, принадлежал к окружению короля Генриха VIII.

## Биография
Джордж Невилл принадлежал к знатному роду, чью генеалогию возводили к жившему в XI веке Кринану Данкельдскому — предку королей Шотландии. Невиллы были вторым по богатству и могуществу семейством в Северной Англии после Перси, по женской линии происходили от короля Эдуарда III. Джордж родился приблизительно в 1469 году в семье Джорджа Невилла, 2-го барона Абергавенни, и Маргарет Фенн. На коронации Ричарда III (мужа его троюродной сестры) в 1483 году Невилл был посвящён в рыцари Бани. В 1492 году, после смерти отца, он унаследовал его владения и баронский титул. В 1497 году он сражался с корнуолльскими повстанцами при Блэкхите, тогда же стал членом Тайного совета. Однако в 1506 году барона обвинили в содержании нелегальной частной армии и оштрафовали на огромную сумму в 100 тысяч фунтов стерлингов. Генрих VIII, став королём в 1509 году, простил сэра Джорджа. К 1512 году тот вернулся в Тайный совет, а в 1513 году стал кавалером ордена Подвязки. В том же году он участвовал во французской экспедиции.
В 1512 году Невилл получил от короны замок и земли Абергавенни; таким образом, он стал первым представителем семьи, объединившим в своих руках эту баронию. Сэр Джордж принимал активное участие в турнирах, в придворных и государственных мероприятиях. Он присутствовал при встрече Генриха VIII с королём Франции Франциском I на Поле золотой парчи и с императором Карлом V в Гравелине (1520).
В 1521 году был казнён за измену тесть Невилла Эдуард Стаффорд, 3-й герцог Бекингем. Сэр Джордж тоже попал под подозрение, год провёл в Лондонском Тауэре и признался, что знал об измене герцога, но скрыл её. За это барона лишили всех должностей, оштрафовали на 10 тысяч марок и заставили продать короне его главную резиденцию. Позже Невилл получил помилование и разрешение вернуться ко двору, но теперь к нему относились с подозрением. В 1530 году вместе с другими лордами барон подписал обращение к папе Клименту VII с просьбой расторгнуть брак Генриха VIII с Екатериной Арагонской, и ему было разрешено выкупить свой дом. В 1533 году сэр Джордж участвовал в коронации Анны Болейн.
4 июня 1535 года Невилл составил завещание в Эридже в Сассексе. Он умер 13 или 14 июня того же года и был похоронен в Бирлинге, графство Кент, а его сердце похоронили в Мереворте.

## Семья
Сэр Джордж был женат четырежды. Его первой женой стала до 1494 года Джоан Фицалан, дочь Томаса Фицалана, 17-го графа Арундела, и Маргарет Вудвилл. Джоан умерла 14 ноября 1494 года, родив дочерей Элизабет (впоследствии жену Генри Добене, графа Бриджуотера) и Джейн (жену Генри Поула, 1-го барона Монтегю). До 21 декабря 1495 года Невилл женился на Маргарет Брент, дочери Уильяма Брента, которая умерла после 3 августа 1516 года бездетной.
Приблизительно в июне 1519 года барон женился на Мэри Стаффорд, дочери Эдуарда Стаффорда, 3-го герцога Бекингема, и Элеаноры Перси. В этом браке родились:
- Джон[7];
- Кэтрин, жена сэра Джона Сент-Леджера[7];
- Маргарет, жена 1) Джона Чейни, 2) Генри Пула[7];
- Доротея (после 1520—1559), жена 1) Уильяма Брука, 10-го барона Кобема, 2) Эдуарда Бехера[7];
- Томас[7];
- Джоан[7];
- Урсула (после 1522—1575), жена сэра Уильяма Сент-Леджера[7];
- Мэри (после 1523 — примерно 1576), жена 1) Томаса Файнса, 9-го барона Дакра, 2) Джона Уоттона, 3) Фрэнсиса Турсби[7];
- Генри (1527/35 — 1586/87), 4-й барон Абергавенни[6].

Четвёртой женой сэра Джорджа была Мэри Брук.